# نادي صور
نادي صور الرياضي هو أحد أندية كرة القدم في عمان.

## معلومات عن النادي
نادي صور الرياضي يعتبر نادي صور أحد أبرز أندية السلطنة وأقدمها أشهرها، رغم أن نادي صور تأسس رسميا عام 1969م، إلا أن بدايته الحقيقية كانت في العام 1962م حيث مارس النادي نشاطه في دولة الكويت تحت اسم نادي (الاتحاد) قبل أن يتغير ليحمل اسم الولاية العظيمه (صور) بعد العودة للسلطنة عام 1971م، وكان نشاط النادي قبل هذا العام مقتصرا على كرة القدم إلى جانب الانشطة الثقافية والاجتماعية والفنية الأخرى، ومع بزوغ فجر النهضة المباركة بقيادة مولانا حضرة السلطان قابوس بس سعيد عام 1970م ومع عملية البناء والتعمير التي شملت كل أرجاء سلطنة عمان أخذت أنشطة نادي صور في التطور وبدأ النادي في تولي مهامه المنوطة به في صقل مواهب الشباب وهواياتهم، ولأن كرة القدم هي اللعبة الشعبية الأولى في العالم فقد أهتم بها أبناء نادي صور أشد الاهتمام وسطروا أروع الانجازات والتي ظلت عالقة في أذهان كل من أحب نادي صور، تميز نادي صور بعدة مسميات وألقاب بحكم ما حققه من إنجازات صنعتها نجوم ظلت راسخه في الاذهان، فهو (العميد) لكونه من أوائل الاندية التي تأسست في البلد، وهو (أزرق الشرقية) ونادي (الوطن)، كونه خدم المنتخبات الوطنية في كافة فرقها، بل ووصل عدد اللاعبين الذين انضموا إلى معسكره في إحدى البطولات إلى أحد عشر لاعبا أي فريق كامل، ومن ألقاب النادي الشهيرة لقب (الرهيب) الذي جاءه بعد احياء الفنان السعودي عبد المجيد عبد الله صاحب الأغنية لحفل فني تكريما لنجوم الأزرق إثر حصولهم على بطولة الكأس عام 92م، وكذلك لقب (النواخذه) عقب الفوز ببطولة أندية الخليج للناشئين و (الموج الأزرق) و (الربابنة) و (الطوفان الأزرق) وهو لقب جديد ظهر بعد المستوى الكبير والكاسح للفريق قبل عدة مواسم، وآخر لقب للنادي هو (أسياد العفية). . وفيما يخص أبرز القيادات السابقة التي توالت على قيادة النادي، فهي أسماء متميزه وحققت الكثير للنادي ولجماهيره، وتبرز على سبيل المثال أسماء الشيخ محمد بن سعود بهوان، وعبد الله بن محمد الفارسي، وهاشم بن علوي الشهاب، وخميس بن مسلم الغيلاني، وجمعه بن سالم الكثيري، وعبد الله بن صالح الخمياسي كأهم الشخصيات التي قادت النادي في السابق، فيما تأتي نجوم الأزرق لكرة القدم والذين لن تنساهم الملاعب العمانية أولا وملاعب الشرقية وصور ثانيا، كأهم ما قدمه النادي للرياضة والجماهير العمانية، فهناك من الجيل القديم وجيل الرواد إسماعيل راس المال، وفايز سبيت وخيرالله مرزوق، وعلي بو عبير، وسبيت عنبر، وحمدان الذهب وبقية الرموز، أما من جيل التسعينات الذهبي فهناك سالم وسليمان خميس ومبارك عبد الله وسهيل خميس وصلاح ثويني وأحمد خميس ومحمد خميس وسيف الحبسي ويوسف صالح ومطر خليفه على رأس قائمة الأزرق مصنع النجوم في مختلف الاجيال. ولا ننسى نجوم الجيل الحالي الذين حققوا بطولة الكأس الغالية وفي مقدمتهم محسن صالح وعصام فايل وخالد مبارك ويعقوب سليم وعلي سليم وإبراهيم صابر وسعيد خميس وعبد الله ثويني وحميد جمعه وطلال السيفي وعماد مبارك وغيرهم من اللاعبين الشباب.

## إنجازاته
كانت البداية الأولى لانطلاق الانجازات هو حصول النادي على بطولة كأس حضرة السلطان قابوس بن سعيد لكرة القدم ليكون بذلك أول نادي يظفر باللقب في نسخته الأولى عام 1972م وبعد تلك الانطلاقة وتحديدا بعد عشرين عاما، يستعيد النادي الأزرق امجاده وبطولاته عندما فاز ببطولة كأس جلالته الغالية عام 1992م وتواصلت إنجازات النادي في هذه البطولة ليحرز اللقب لثالث مرة عام 2007م، وتدور عجلة الانجازات ليتوج النادي عشقه للبطولات في موسمين متتالين 94/95 و 95/96 بحصوله على درع الدوري العام لأندية الدرجة الأولى، ليستمر النادي الأزرق في حصده للبطولات الغالية ورسم الفرح على وجوه كل محبيه، مرصعاً إنجازاته بحروف من ذهب لا تغيب عن ذاكرة كل من شاهد تألق أبطال النادي الأزرق، ويأتي عام 1994م في دوحة الخير ليؤكد مدى التألق المتواصل الذي خطه أبناء النادي الأزرق في سماء الكرة العربية والعمانية عندما توج بلقب بطولة أندية مجلس التعاون الخليجي الثامنة للناشئين، وبعد نيلهم بطولة الناشئين على مستوى السلطنة قبلها بعام، اضيفت إلى خزينه إنجازات النادي أغلى البطولات الخليجية، وأستمرت الانجازات على مستوى الفريق الأول بحصوله على المركز الثالث خليجيا مرتين على التوالي في أعوام 1996 و 1997م، فيما أحرز الفريق بطولة المنطقة الشرقية في موسم 83/84، هذا بخلاف الانجازات المتعددة في أنشطة اليد والتنس وألعاب القوى على مستوى المنطقة الشرقية.

## شعار النادي
شعار نادي صور فإنه يتكون من ديباجة في الأعلى مكتوب عليها سلطنة عمان ويحتوي بداخله على (الانير) وهو أحد معدات السفينة في التوقف وأحد رموز التاريخ البحري للولاية، وشعار الأولمبياد و (السنسله) وهي سلسلة حلقات متواصلة ومترابطة وكرة قدم وعام تأسيس النادي 1969م

## نجوم التسعينات
| - محفوظ بن سلطان العريمي - سعود بن ناصر الفارسي - بدر بن محمد الغيلاني - محمد بن صالح الغيلاني - مطر بن خليفه المخيني - أحمد بن خميس المزروعي - قيس بن حمد الشهاب - صلاح بن ثويني العريمي |  | - ثاني بن مرزوق العريمي - مبارك بن عبد الله العريمي - سالم بن خميس العريمي - ماجد بن خميس السناني - سليمان بن خميس العريمي - سعود بن راشد العلوي - سهيل بن خميس الغيلاني - ناصر بن حمد الكثيري |  | - عبد الخالق بن محمد بن عبدالبلال - محمد بن خميس العريمي - علي بن خميس السناني - يوسف بن صالح العلوي - سيف بن سعيد الحبسي - سعيد بن علي الفارسي |

## الجهاز الإداري
| الرئيس       | عبد الله بن محمد الفارسي |
| نائب الرئيس  | راشد سعيد الغيلاني       |
| أمين السر    | سعيد ربيع الغيلاني       |
| أمين الصندوق | جمعه الكثيري             |

## روابط إضافية
- موقع نادي صور

- صور